# Elecciones generales de Panamá de 1952
Las elecciones generales de Panamá de 1952 se celebraron el 11 de mayo de 1952, con los candidatos José Antonio Remón Cantera, de la Coalición Patriótica Nacional, Roberto F. Chiari, del Partido Liberal y Pedro Moreno Correa, del Partido Conservador. El Partido Panameñista llamó a la abstención.

## Antecedentes
En las elecciones de 1948 ganó la coalición unificada liberal, cuyo candidato era Domingo Díaz Arosemena. En 1949, Díaz Arosemena renuncia a la presidencia por motivos de salud y es sucedido por su primer vicepresidente, Daniel Chanis. El 19 de noviembre del mismo año Chanis anuncia su dimisión por las presiones que ejercía el director de la Policía Nacional, José Remón Cantera. El Jurado Nacional de Elecciones recontea de nuevo los votos de las elecciones de 1948 y declara como verdadero ganador al panameñista Arnulfo Arias Madrid. En 1951, Arias es destituido por la Asamblea Nacional por las presiones populares en apoyo a la Guardia Nacional, y hallado culpable por la Corte Suprema de Justicia por extralimitación de funciones, y es sucedido por Alcibíades Arosemena, del Partido Revolucionario Auténtico.
Para las elecciones de 1952, Remón Cantera se postuló por la CPN, Roberto Chiari por la coalición Alianza Cívica y Pedro Moreno Correa por el Partido Conservador. El Partido Panameñista puso como candidato a Rodolfo Herbruger, pero este se retiró y posteriormente el partido fue partidario a la abstención en los comicios.

## Resultados
| Candidato                      | Partido                              | Votos   | %      |
| ------------------------------ | ------------------------------------ | ------- | ------ |
| José Antonio Remón Cantera     | Coalición Patriótica Nacional (CPN)  | 133,225 | 62.46% |
| José Antonio Remón Cantera     | Partido Renovador                    | 39,918  | 18.72% |
| José Antonio Remón Cantera     | Partido Liberal (Panamá)             | 33,697  | 15.80% |
| José Antonio Remón Cantera     | Partido Revolucionario Nacional      | 28,221  | 13.23% |
| José Antonio Remón Cantera     | Partido Revolucionario Auténtico     | 20,837  | 09.77% |
| José Antonio Remón Cantera     | Partido Unión Popular                | 10,552  | 04.95% |
| Roberto Francisco Chiari Remón | Alianza Cívica                       | 78,094  | 36.62% |
| Roberto Francisco Chiari Remón | Partido Liberal Nacional             | ??      | ??     |
| Roberto Francisco Chiari Remón | Frente Patriótico                    | ??      | ??     |
| Roberto Francisco Chiari Remón | Partido Socialista                   | ??      | ??     |
| Roberto Francisco Chiari Remón | Partido Revolucionario Independiente | ??      | ??     |
| Pedro Moreno Correa            | Partido Conservador (Panamá)         | 1,967   | 00.92% |
| Total de votos válidos         | Total de votos válidos               | 213,286 | 100%   |
| Votos inválidos y en blanco    | Votos inválidos y en blanco          | 18,562  | 08.01% |
| Total de votos                 | Total de votos                       | 231,848 | 67.52% |
| Votantes registrados           | Votantes registrados                 | 343,353 |        |
| Población                      | Población                            | 840,000 |        |